# 1ª Divisão 2015-2016 (hockey su pista)
La 1ª Divisão 2015-2016 è stata la 76ª edizione del torneo di primo livello del campionato portoghese di hockey su pista; disputato tra il 3 ottobre 2015 e l'11 giugno 2016 si è concluso con la vittoria del Benfica, al suo ventitreesimo titolo.

## Stagione

### Formula
La 1ª Divisão 2015-2016 vide ai nastri di partenza quattordici club; la manifestazione fu organizzata con un girone all'italiana, con gare di andata e ritorno per un totale di 26 giornate: erano assegnati 3 punti per l'incontro vinto e un punto a testa per l'incontro pareggiato, mentre non ne era attribuito alcuno per la sconfitta. Al termine del campionato la squadra prima classificata venne proclamata campione del Portogallo. Le squadre classificate dal dodicesimo al quattordicesimo posto retrocedettero direttamente in 2ª Divisão, il secondo livello del campionato.

## Classifica finale
|  | Pos. | Squadra          | Pt | G  | V  | N | P  | GF  | GS  | DR   |
|  | ---- | ---------------- | -- | -- | -- | - | -- | --- | --- | ---- |
|  | 1.   | Benfica          | 68 | 26 | 22 | 2 | 2  | 187 | 76  | +111 |
|  | 2.   | Porto            | 64 | 26 | 21 | 1 | 4  | 163 | 61  | +102 |
|  | 3.   | Oliveirense      | 51 | 26 | 15 | 6 | 5  | 117 | 76  | +41  |
|  | 4.   | Sporting CP      | 48 | 26 | 15 | 3 | 8  | 111 | 84  | +27  |
|  | 5.   | Barcelos         | 45 | 26 | 13 | 6 | 7  | 109 | 92  | +17  |
|  | 6.   | Valongo          | 44 | 26 | 13 | 5 | 8  | 113 | 91  | +22  |
|  | 7.   | Juventude Viana  | 39 | 26 | 12 | 3 | 11 | 97  | 108 | -11  |
|  | 8.   | Turquel          | 38 | 26 | 12 | 2 | 12 | 113 | 104 | +9   |
|  | 9.   | Paço de Arcos    | 33 | 26 | 10 | 3 | 13 | 85  | 112 | -27  |
|  | 10.  | Candelária       | 26 | 26 | 8  | 2 | 16 | 79  | 107 | -28  |
|  | 11.  | Sanjoanense      | 24 | 26 | 8  | 0 | 18 | 83  | 153 | -70  |
|  | 12.  | Braga            | 21 | 26 | 6  | 3 | 17 | 79  | 136 | -57  |
|  | 13.  | Fisica           | 14 | 26 | 3  | 5 | 18 | 75  | 127 | -52  |
|  | 14.  | Académico Cambra | 9  | 26 | 2  | 3 | 21 | 56  | 142 | -84  |

Legenda:
  Vincitore della Coppa del Portogallo 2015-2016.
      Campione del Portogallo e ammessa all'Eurolega 2016-2017.
      Ammesse all'Eurolega 2016-2017.
      Ammesse alla Coppa CERS 2016-2017.
      Retrocesse in 2ª Divisão 2016-2017.
Note:
Tre punti a vittoria, uno a pareggio, zero a sconfitta.